# Кондо Хейджьо
Кондо́ Хейджьо́ (【近藤瓶城】 こんどう-へいじょう; 21 березня 1832 (Темпо 3.12.19) — 19 липня 1901 (Мейджі 34)) — японський науковець, конфуціанець, видавець, дослідник китайської і японської класики.
Народився в уділі Окадзакі провінції Мікава. Займав пост удільного вченого-конфуціанця. Після реставрації Мейджі 1868 року працював дирекотором окадзаківської удільної школи Інбункан. Заснував у Токіо видавництво «Друкарня Кондо» (【近藤活版所】 Кондо каппанджьо) для публікації історичних творів, що не ввійшли до «Тематичної колекції джерел». З метою популяризації культурної спадщини країни 1881 року розпочав видання «Альманаху історичних книг», фундаментальної збірки джерел з японської історії та літератури середньовіччя і раннього нового часу. Підтримував тісні зв'язки із науковцями-краєзнавцями з Дослідницького інституту японської класики (майбутній університет Кокуґакуїн).
Помер у Токіо. Біографія покійного була видана 1912 року під редакцією його сина Кондо Кейдзо — «Життєпис літнього пана Кондо Хейджьо». Справжнє прізвище і власне ім'я — Андо́ Мунемо́то (【安藤宗元】 あんどう-むねもと). Звичайне тимчасове ім'я — Ґендзабуро́ (【元三郎】). Прізвисько — Кунґен (【君元】). Псевдоніми — Кондо Хейджьо, Шьо-сай (【省斎】).